# 1 декември
1 декември е 335-ият ден в годината според григорианския календар (336-и през високосна). Остават 30 дни до края на годината.

## Събития
- 1145 г. – Започва Вторият кръстоносен поход.
- 1347 г. – Българският цар Иван Александър се жени за еврейката Сара, която приема свето кръщение и християнското име Теодора.
- 1408 г. – Москва е обсадена от войските на татарския хан Едигей.
- 1640 г. – Португалия възвръща независимостта си от Испания и Жуау IV отново се възкачва на трона.
- 1648 г. – По време на Английската революция е пленен крал Чарлз I.
- 1742 г. – Руската императрица Елисавета нарежда евреите да бъдат изгонени от Русия.
- 1804 г. – Наполеон Бонапарт се жени за Жозефина Боарне.

- 1822 г. – Педро I е коронован за император на Бразилия.
- 1822 г. – 11-годишният Ференц Лист дебютира като пианист на концерт във Виена.
- 1835 г. – Ханс Кристиян Андерсен издава първата си книга с приказки.
- 1855 г. – Пощата в Канада въвежда като услуга паричния превод.
- 1864 г. – В Русия е въведено разделяне на гимназиите на хуманитарни и технически.
- 1887 г. – Британският писател Артър Конан Дойл публикува разказ, в който за първи път главен герой е детектива Шерлок Холмс.
- 1891 г. – Американецът Джеймс Нейсмит изобретява играта баскетбол.
- 1913 г. – В автомобилните заводи Форд е пусната първата поточна линия.
- 1918 г. – Исландия става автономно кралство, но все още обединено с Дания.
- 1918 г. – Румъния се обявява за обединена държава след като Трансилвания става част от страната, а преди това, на 27 март същата година са присъединени Бесарабия и Буковина.
- 1918 г. – Провъзгласено е Кралство на сърби, хървати и словенци, по-късно преименувано на Кралство Югославия.
- 1939 г. – Втората световна война: Окупационните власти на Варшава издават разпореждане всички евреи да носят като отличителен знак Звездата на Давид.
- 1943 г. – Втората световна война: В Техеран (Иран) е закрита конференцията на държавните лидери от Антихитлеристката коалиция Франклин Рузвелт, Уинстън Чърчил и Йосиф Сталин.
- 1944 г. – България във Втората световна война: С дислоцирането на сформираната през ноември 1944 г. Първа българска армия командвана от генерал Владимир Стойчев в Югославия на сръбско-унгарската граница започва Втория период на водената срещу нацистка Германия Отечествена война на България 1944 – 1945 г.
- 1953 г. – Отпечатан е първият брой на еротичното списание Плейбой.
- 1956 г. – В България е обявено приключването на преброяване на населението, резултатите от което са обявени на 17 януари 1957 г.

- 1956 г. – В Мелбърн е установен рекорд по посещаемост на бейзболен мач – 114 хиляди зрители.
- 1959 г. – Студената война: 12 държави подписват във Вашингтон Антарктическия договор, с който Антарктида се запазва за ядрени взривове и складиране на радиоактивни материали и се забраняват военни дейности на този континент.
- 1972 г. – С извеждане в космоса на българска апаратура на съветския спътник Интеркосмос 8 България е вписана като 18-ата космическа страна в регистъра на ООН.
- 1981 г. – Създаден е дарителският фонд 1300 години България.
- 1987 г. – Започва строителството на Тунела под Ла Манш.
- 1988 г. – За първи път се чества Световният ден за борба срещу СПИН.
- 1990 г. – Френските и британските строителни работници се срещат под Ла Манш при строителството на Тунела под Ла Манш.
- 1990 г. – Създадено е Националното бюро по заетостта, днешната Агенция по заетостта.
- 1991 г. – На състоял се референдум, украинците категорично гласуват за независимост от СССР.
- 2000 г. – България е извадена от негативния Шенгенски визов списък.
- 2009 г. – Влиза в сила Договорът от Лисабон, който заменя двата договора, осигуряващи конституционна основа на Европейския съюз – Договора от Маастрихт и Римските договори.

## Родени
- 1081 г. – Луи VI, крал на Франция († 1137 г.)
- 1083 г. – Ана Комнина, византийска историчка († 1153 г.)
- 1716 г. – Етиен Морис Фалконе, френски скулптор († 1791 г.)
- 1743 г. – Мартин Клапрот, немски химик, откривател на урана и циркония († 1817 г.)
- 1761 г. – Мадам Тюсо, създателка на музея на восъчните фигури в Лондон († 1850 г.)
- 1792 г. – Николай Лобачевски, руски математик († 1856 г.)
- 1812 г. – Владимир Гете, руско-френски духовник († 1892 г.)
- 1854 г. – Алексей Павлов, руски геолог († 1929 г.)
- 1867 г. – Игнаци Мошчицки, президент на Полша († 1946 г.)
- 1868 г. – Никола Генадиев, български политик († 1923 г.)
- 1874 г. – Тодор Луканов, български политик († 1946 г.)
- 1884 г. – Александра Датска, кралица на Великобритания († 1925 г.)
- 1884 г. – Михаил Кремен, български белетрист и мемоарист († 1964 г.)
- 1886 г. – Рекс Стаут, американски писател († 1975 г.)
- 1888 г. – Иван Данчов, български лексикограф († 1956 г.)
- 1889 г. – Василий Блюхер, съветски маршал († 1938 г.)
- 1893 г. – Атанас Илиев, психолог и философ († 1985 г.)
- 1896 г. – Георгий Жуков, съветски военен и държавник, маршал († 1974 г.)
- 1896 г. – Петко Стайнов, български композитор († 1977 г.)
- 1897 г. – Иван Хаджимарчев, български писател († 1957 г.)
- 1899 г. – Бончо Бочев, музикален педагог и диригент, създател на хор „Бодра смяна“ († 1975 г.)
- 1910 г. – Йордан Спасов, български актьор († 1984 г.)
- 1912 г. – Минору Ямасаки, японски архитект († 1986 г.)
- 1914 г. – Богдан Добранов, български духовник († 1983 г.)
- 1922 г. – Всеволод Бобров, съветски футболист и хокеист († 1979 г.)
- 1923 г. – Давид Овадия, български поет († 1995 г.)
- 1925 г. – Любомир Кабакчиев, български актьор († 1986 г.)
- 1929 г. – Алфред Моисиу, албански военен и 5-и президент на Албания
- 1932 г. – Цветана Гълъбова, българска актриса († 2019 г.)
- 1935 г. – Уди Алън, американски режисьор и актьор
- 1937 г. – Вайра Вике-Фрайберга, президент на Латвия
- 1938 г. – Иван Пушкаров, български политик
- 1945 г. – Бет Мидлър, американска певица и актриса
- 1947 г. – Добринка Станкова, българска актриса († 2022 г.)
- 1947 г. – Теодосий Теодосиев, български учител
- 1949 г. – Пабло Ескобар, колумбийски наркобарон († 1993 г.)
- 1951 г. – Александър Александров, български космонавт
- 1951 г. – Иван Добрев, български генерал
- 1951 г. – Сийка Келбечева, българска спортистка
- 1958 г. – Янко Русев, български щангист
- 1960 г. – Керъл Алт, американски супермодел и актриса
- 1964 г. – Салваторе Скилачи, италиански футболист
- 1967 г. – Нестор Карбонел, американски актьор
- 1971 г. – Крис Ванс, австралийски актьор
- 1974 г. – Кощиня, португалски футболист
- 1975 г. – Марио Домингес, мексикански автомобилен състезател
- 1977 г. – Брад Делсън, американски музикант (Линкин Парк)
- 1977 г. – Мария Илиева, българска поп певица
- 1979 г. – Антоний Аргиров, български актьор
- 1982 г. – Диего Кавалиери, бразилски футболист
- 1985 г. – Шанел Престън, американска порнографска актриса

## Починали
- 1135 г. – Хенри I, крал на Англия (* ок. 1068)
- 1455 г. – Лоренцо Гиберти, италиански скулптор и ювелир (* ок. 1378)
- 1521 г. – Лъв X, римски папа (* 1475 г.)
- 1633 г. – Изабела-Клара Испанска, щатхалтер на Испанска Нидерландия (* 1566 г.)
- 1755 г. – Морис Грийн, английски композитор (* 1696 г.)
- 1825 г. – Александър I, император на Русия (* 1777 г.)
- 1866 г. – Джордж Еверест, британски геодезист и географ (* 1790 г.)
- 1888 г. – Антим I, български екзарх и политик (* 1816 г.)
- 1906 г. – Александър Вулев, български революционер (* ? г.)
- 1918 г. – Герасим Струмишки, български митрополит (* 1860 г.)
- 1927 г. – Аврам Аврамов, български военен деец (* 1859 г.)
- 1934 г. – Бончо Боев, висш български финансист (* 1859 г.)
- 1937 г. – Тихомир Павлов, български публицист и общественик (1880)
- 1947 г. – Годфри Харолд Харди, британски математик (* 1877 г.)
- 1952 г. – Виторио Орландо, италиански правист и политик (* 1860 г.)
- 1972 г. – Ип Ман, китайски майстор по бойни изкуства (* 1893 г.)
- 1973 г. – Давид Бен-Гурион, министър-председател на Израел (* 1886 г.)
- 1979 г. – Вергил Димов, български политик (* 1901 г.)
- 1991 г. – Джордж Стиглър, американски икономист, Нобелов лауреат през 1982 г. (* 1911 г.)
- 1996 г. – Бабрак Кармал, афганистански политик (* 1929 г.)
- 1997 г. – Стефан Грапели, френски и американски музикант, цигулар (* 1908 г.)
- 2001 г. – Павел Садирин, съветски футболист и треньор (* 1942 г.)
- 2004 г. – Бернард Холандски, принц на Холандия (* 1911 г.)
- 2006 г. – Веселин Савов, български актьор (* 1945 г.)
- 2006 г. – Клод Жад, френска киноактриса (* 1948 г.)
- 2009 г. – Петко Йотов, български полковник, военен историк, директор на Националния военноисторически музей (* 1947 г.)
- 2011 г. – Криста Волф, немска писателка (* 1929 г.)
- 2011 г. – Елизабет Йънг-Бруел, американски психотерапевт (* 1946 г.)
- 2014 г. – Георги Янакиев, български състезател по мотокрос (* 1941 г.)
- 2021 г. – Надя Савова, българска актриса (* 1936 г.)

## Празници
- Световна здравна организация – Световен ден за борба със СПИН (от 1988 г.)
- Румъния – Годишнина от възвръщането на Трансилвания и обединението на Румъния (1918 г., национален празник)
- Португалия – Ден на възстановяването на независимостта (от Испания, 1640 г.) и Ден на младежта
- ЦАР – Ден на републиката (1958 г., получена автономия от Франция, национален празник)
- Чад – Фестивал на свободата и демокрацията
- Австралия – Първи ден на лятото
- Ботевград – Празник на града